# 國際哥特式藝術

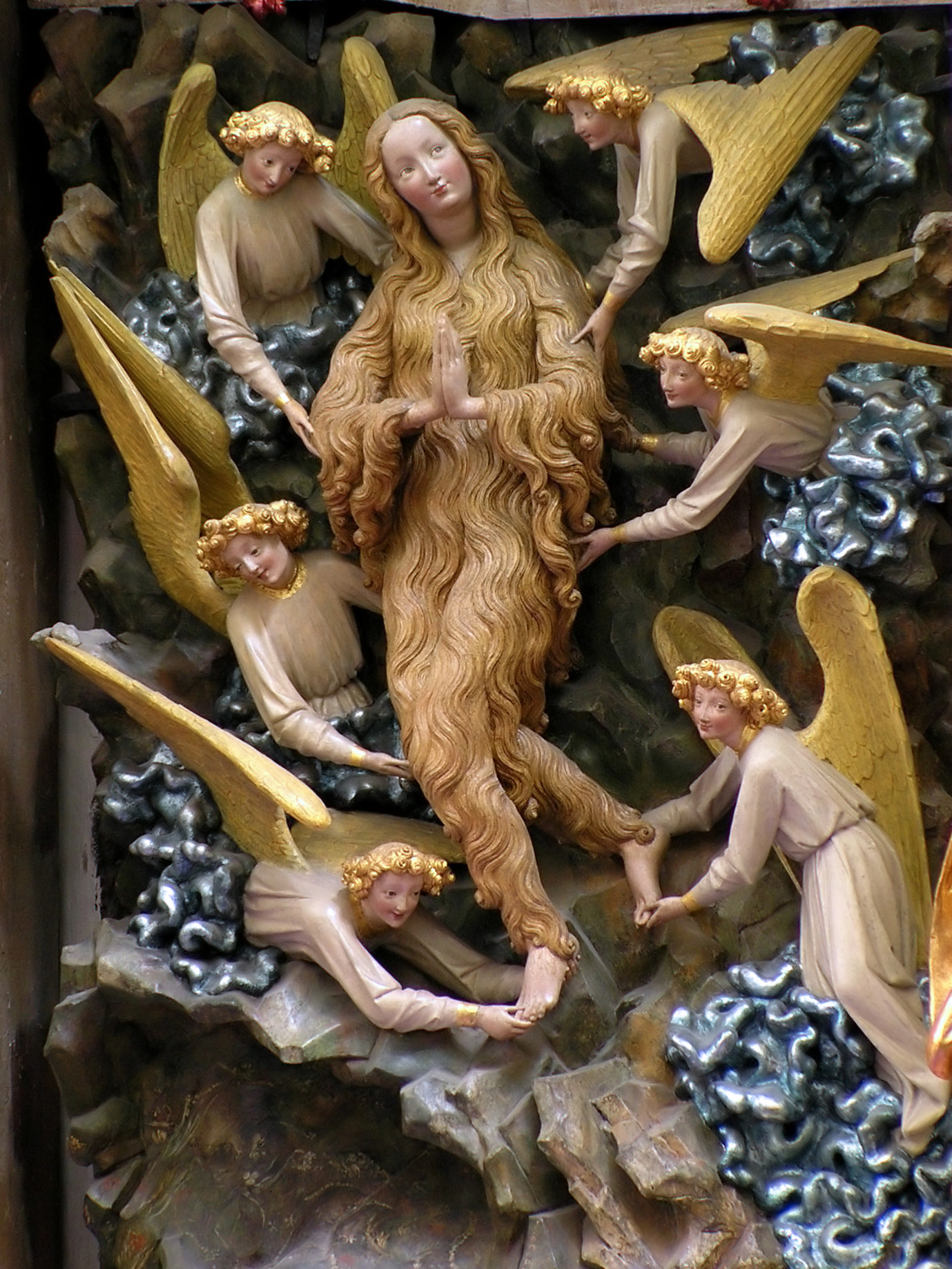
抹大拉的馬利亞與天使，14世紀末，托倫

國際哥特式藝術是哥特式藝術的一個發展階段，在14世紀末15世紀初於勃艮第、波西米亞及意大利北部發端。隨後傳播到了西歐的廣大地區，其名稱由法國藝術史學家路易·辜哈若在19世紀末提出，但也有學者指出這個詞并不準確。
在國際哥特式藝術時期，出現了大批的藝術家和可攜帶的藝術品，例如泥金寫本，這些藝術品被帶到了歐洲大陸的各個地區，因而使得上流社會的審美形成了統一，減少了不同地區之間藝術風格的變化。其中受其影響最大的為勃艮第公國、神聖羅馬帝國和意大利。雖然主要是宮廷的藝術風格，但也向下對新興的資產階級和小貴族產生其影響。直到文藝復興時古典主義興起，國際哥特式藝術一直都具有較大的影響力。